# Trans-enoil-Coenzima A

Struttura della trans-enoil-CoA.

Il trans-enoil-Coenzima A (2,3-deidroacil-CoA) è una struttura organica che contraddistingue un gruppo di substrati intermedi della β-ossidazione degli acidi grassi. Le molecole di trans-enoil-CoA presentano catene alifatiche -R di diversa lunghezza e saturazione a seconda del tipo di acido grasso metabolizzato.

## Reazioni in vivo
Le molecola di trans-enoil-CoA sono ottenute a partire da Acil-CoA mediante la reazione di ossidoriduzione stereospecifica catalizzata dall' Acil-CoA deidrogenasi:
Acil-CoA + FAD → trans-enoil-CoA + FADH2
Il trans-enoil-CoA è a sua volta substrato dell'Enoil-CoA idratasi che catalizza la reazione di idratazione:
trans-enoil-CoA + H2O → β-idrossiacil-CoA
L'idratazione avviene sempre e solo sul carbonio in β al carbonile.